# Orquesta Radiofónica de la WDR de Colonia
La Orquesta Radiofónica de la WDR de Colonia, en alemán Westdeutscher Rundfunkorchester Köln es una orquesta sinfónica dependiente de la empresa pública de radio-televisión WDR, que emite en Renania del Norte-Westfalia desde Colonia, Alemania.
La orquesta fue creada en 1947 en su forma actual, si bien varios grupos de músicos tocaban ya juntos para la WDR de forma no estable desde 1927. Consta habitualmente de unos 56 músicos. 
La orquesta es reconocida por su especialización en un amplio repertorio de música popular contemporánea, musicales, opereta, bandas sonoras e incluso música para videojuegos y no debe ser confundida con la Orquesta Sinfónica de la WDR de Colonia, su orquesta hermana, bajo el mismo paraguas de la WDR, con un repertorio más convencional. 
Su actual director es el músico británico Wayne Marshall, que fue designado en 2013 para ponerse al frente de la misma desde la temporada 2015-2015. 
Marshall, que es un excelente organista y pianista, alterna frecuentemente la dirección desde el podio y desde el piano, tocando en ocasiones incluso el órgano en las salas de concierto.

## Directores principales
- Hermann Hagestedt (1947–1968). El director y fundador de la "Orquesta Hermann Hagestedt" a partir de la que se formó.
- Franz Marszalek (1949–1965)
- Curt Cremer (1968–1989)
- Heinz Geese (1968–1995)
- Helmuth Froschauer (1997–2006)
- Michail Jurowski (2006–2008)
- Niklas Willén (2010-2013)
- Wayne Marshall (2014-actualidad)